# فرنسيسكو لوبيز (لاعب كرة قدم)
فرنسيسكو لوبيز (بالإسبانية: Paco López)‏ (و. 1967  م) هو لاعب كرة قدم، ومدرب كرة قدم، من إسبانيا، يلعب كمهاجم.